# Драган Драги Петровић
Драган Драги Петровић (Лозница, 1997) српски је позоришни и телевизијски глумац.

## Биографија
Глумом се бави од своје девете године. Почео је у позоришту „Јанко Веселиновић” у Богатићу, где је и живео, завршио основну и средњу школу. Као члан омладинске сцене позоришта из Богатића учествовао је 2015. године, са представом „Боинг, Боинг”, у режији Иване Терзић, на Фестивалу омладинског стваралаштва (ФОС) у Белој Паланци и Међународном дечијем и омладинском фестивалу позоришне уметности (ДОПС) у Јагодини, где је представа проглашена најбољом. На оба фестивала Драган је, за улогу Роберта, награђен за најбољу главну мушку улогу.
Факултет драмских уметности у Београду уписао је 2016. године и дипломирао 2021. године, у класи професорке Марије Миленковић. Прве професионалне улоге Драган Драги Петровић остварио је као студент у неколико позоришних представа и ТВ серија.
На јубиларном 40. Међународном студентском фестивалу ВГИК, који је одржан у Москви од 16. до 20. новембра 2020. године, главну награду, Grand Prix фестивала добила је представа „Кавкаски круг кредом” студената 4. године Глуме ФДУ, у класи проф. Марије Миленковић. Представа је била приказана путем видео-линка, а на фестивалу су учествовале и студентске представе из Русије, Пољске, Чешке и Кине (16 представа у позоришној конкуренцији, док је у области филмског стваралаштва приказано 50 филмова из 40 земаља света).

## Улоге

### Филмографија
| Год.       | Назив                              | Улога           |
| ---------- | ---------------------------------- | --------------- |
| 2020-е     |                                    |                 |
| 2021—2022. | Тајне винове лозе (ТВ серија)      | Немања Смиљанић |
| 2021.      | Златни дани (ТВ серија)            | Неле нокат      |
| 2021.      | Ургентни центар (ТВ серија)        | Тинејџер Сима   |
| 2021.      | Муке једног Лава                   |                 |
| 2021.      | Споменици у престоници (ТВ серија) | Драган          |
| 2021.      | Darling? (кратки филм)             |                 |

### Позоришне улоге
| Година | Представа                | Улога         | Текст                 | Драматургија /адаптација/ | Режија          | Позориште                                    |
| ------ | ------------------------ | ------------- | --------------------- | ------------------------- | --------------- | -------------------------------------------- |
| 2018.  | Крмећи кас               | Тодор         | Александар Поповић    |                           | Миља Мазарак    | УК Пароброд                                  |
| 2019.  | Јесте ли за безбедност?  |               |                       | Бранислава Илић           | Анђелка Николић | Народно позориште                            |
| 2019.  | Нана                     | Шкотски принц | Емил Зола             | Спасоје Ж. Миловановић    | Ивана Вујић     | Опера и театар Мадленијанум                  |
| 2020.  | Снежана и седам патуљака | Драгиша       |                       | Ана Јанковић              | Снежана Тришић  | Позориште Бошко Буха                         |
| 2021.  | Кавкаски круг кредом     |               | Бертолд Брехт         |                           |                 | Народно позориште                            |
| 2022.  | Рибарске свађе           |               | Карло Голдони         | Ивана Димић               | Милан Караџић   | Народно позориште Приштина                   |
| 2022.  | Ајдуци                   |               | Јован Стерија Поповић | Димитрије Коканов         | Анђелка Николић | Народно позориште Приштина/Стеријино позорје |
| 2022.  | Слобода Чачак            |               | Ана Вучићевић         |                           |                 | Градско позориште Чачак                      |